# NGC 6904
NGC 6904 ist ein offener Sternhaufen oder ein Asterismus im Sternbild Vulpecula. 
Entdeckt wurde das Objekt am 18. August 1828 von John Herschel.